# Stolen (Agents of S.H.I.E.L.D)
«Stolen» es el décimo episodio de la séptima temporada de la serie de televisión estadounidense Agents of S.H.I.E.L.D. Basada en la organización de Marvel Comics S.H.I.E.L.D., sigue a un Life Model Decoy del personaje Phil Coulson y su equipo de agentes de la organización mientras corren para detener el desentrañamiento de historia en la década de 1980. Está ambientado en Universo cinematográfico de Marvel (UCM). El episodio fue escrito por George Kitson y Mark Leitner, a partir de una historia realizada por Mark Linehan Bruner, acompañados por la dirección de Garry A. Brown.
Clark Gregg retoma su papel de Coulson en la serie de películas, protagonizada junto a Ming-Na Wen, Chloe Bennet, Elizabeth Henstridge, Henry Simmons, Natalia Cordova-Buckley y Jeff Ward.
«Stolen» se emitió originalmente en ABC el 29 de julio de 2020 y fue visto por 1,30 millones de espectadores.

## Producción

### Desarrollo
Después del final de la sexta temporada de Agents of S.H.I.E.L.D., emitido en agosto de 2019, los showrunners Jed Whedon, Maurissa Tancharoen y Jeffrey Bell revelaron que la séptima temporada presentaría al equipo tratando de salvar al mundo de la invasión de los Chronicoms. Al usar viajes en el tiempo para hacer esto, permiten que la temporada explore la historia de S.H.I.E.L.D. Más tarde ese mes, se reveló que uno de los episodios de la temporada se titulaba «Stolen» y estaba escrito por George Kitson y Mark Leitner de un historia de Mark Linehan Bruner. Se confirmó que era el décimo episodio de la temporada en julio de 2020, cuando se reveló que Garry A. Brown lo había dirigido. Bruner era el asistente de Bell al comienzo de la temporada y estaba programado para ser el escritor del episodio como autónomo. Sin embargo, después de comenzar el esbozo del guion, fue contratado como redactor en Legends of Tomorrow, lo que resultó en que Kitson y Leitner se hicieran cargo de las tareas de redacción. Después de completar el guion antes de que comenzara la producción, Leitner también se fue ya que también fue contratado para otra serie. : 3:52 

### Casting
Con la renovación de la nueva temporada, se confirmó que los miembros principales del elenco, como Ming-Na Wen, Chloe Bennet, Elizabeth Henstridge, Henry Simmons, Natalia Cordova-Buckley y Jeff Ward, regresarían de temporadas anteriores como Melinda May, Quake, Jemma Simmons, Alphonso "Mack" MacKenzie, Elena "Yo-Yo" Rodríguez y Deke Shaw, respectivamente. La estrella de la serie Clark Gregg también regresa como su personaje Phil Coulson, interpretando una versión Life Model Decoy del personaje.
En julio de 2020, Gregg habló sobre los actores que deseaba que pudieran regresar para la séptima temporada, incluido Bill Paxton, quien interpretó a John Garrett en la primera temporada de la serie antes de su muerte en febrero de 2017. Gregg dijo que sería "realmente asombroso si hubiera alguna forma de sentir que tenemos el espíritu de Bill Paxton con nosotros" y se burló de que eso podría suceder en la temporada. Más tarde ese mes, se reveló que el hijo de Paxton, James, sería el protagonista invitado en «Stolen» como una versión más joven de John Garrett. James Paxton volvió a ver todos los episodios de su padre de principios de temporada para prepararse, aprendiendo la cadencia que Bill usaba al decir sus líneas. James sintió que podía aumentar la energía y la emoción del personaje en ciertos momentos, porque la versión más joven era "probablemente incluso más exaltada y excitable a esa edad".: 41:45 
Otras estrellas invitadas que aparecen junto a Paxton incluyen a Enver Gjokaj retomando su papel de Agente Carter como el agente Daniel Sousa, Dichen Lachman como Jiaying, Thomas E. Sullivan como Nathaniel Malick, Dianne Doan como Kora, Tipper Newton como Roxy Glass, y Byron Mann como Li. Fin Argus también regresa como un joven Gordon.

## Lanzamiento
«Stolen» se emitió por primera vez en los Estados Unidos por ABC el 29 de julio de 2020.

## Recepción

### Audiencia
En los Estados Unidos, el episodio recibió una participación del 0.3 por ciento entre los adultos entre las edades de 18 y 49, lo que significa que fue visto por el 0.3 por ciento de todos los hogares en ese grupo demográfico. Fue visto por 1,30 millones de espectadores. Una semana después del lanzamiento, «Stolen» fue visto por 2,32 millones de espectadores.

### Respuesta crítica
Alex McLevy, al revisar el episodio para The A.V. Club, dio al episodio una "B", indicando el episodio tuvo "un guion fuerte y algunos ritmos en la trama especialmente buenos al jugar sobre la dinámica de los personajes de Daisy, Simmons y Coulson". Señaló que "la cereza del pastel en el episodio" fue la interacción de Daisy con Jiaying. Al escribir para Den of Geek, Michael Ahr expresó que los mejores momentos del episodio fueron entre Daisy y Jiaying, y disfrutó del giro de Malick en busca de Simmons. Ahr también disfrutó de que Daisy se pusiera "en modo dios" y la mirada asustada en el rostro de Malick "no tenía precio". Concluyó que "afortunadamente las posibilidades de la historia están comenzando a abrirse para los últimos tres episodios [de la serie]", y le proporcionó al episodio 4 estrellas de 5 como calificación. Otorgando al episodio una "B", Wesley Coburn de Bam! Smack! Pow! sintió que el episodio "comenzó de forma lenta, pero aumentó el cociente de acción y la tensión de manera constante mientras comenzaba a cambiar a los personajes a sus lugares para el final de la serie".
Trent Moore, de Syfy Wire, opinó que incluir a John Garrett en la temporada ayudó a convertir el enfoque de "grandes éxitos" de la temporada "en un gran viaje". Dijo: "terminar la serie con esta aventura de viaje en el tiempo ha sido una forma tan efectiva de jugar en el sandbox que este programa ha pasado seis increíbles años creando. Simplemente sentémonos y disfrutemos del viaje". Jamie Jirak de Comicbook.com sintió que James Paxton "no podría haber hecho un mejor trabajo encarnando a su padre" en el episodio, y agregó que "capturó perfectamente el encanto astuto que hizo que Garrett se divirtiera tanto". Ahr también pensó que Paxton hizo una "impresión perfecta" de su padre,  mientras que Coburn dijo que los gestos de Paxton eran "perfectos".
Christian Houlb, de Entertainment Weekly, fue más crítico con el episodio, calificándolo de "realmente tonto" y "decepcionado por el nivel de salsa débil que Agents of S.H.I.E.L.D. nos está proporcionando en sus episodios finales". Houlb llamó a Nathaniel Malick "realmente molesto" y no tenía suficientes buenas cualidades para justificar ser el villano principal de la temporada final, pero en comparación con John Garrett, Malick era "un supervillano magnético y convincente". Garrett para Houlb fue "horrible" dado su diálogo "insoportable" que estaba gritando "con la voz más chillona posible". Dándole al episodio una "C-", concluyó que la serie estaba "funcionando con humo" en este punto. Los otros críticos también discreparon con Nathaniel Malick como el villano de la temporada. McLevy sintió que la actuación de Thomas E. Sullivan no ha establecido al personaje como una amenaza, y resultó en una falta de "la malevolencia imponente necesaria para hacer que este enfrentamiento sea tan monumental como quiere ser... Se siente como un paso por debajo de la trama de Chronicom con la que hemos estado lidiando".  Ahr lo apodó como "no es un gran villano de Agents of S.H.I.E.L.D.", ya que su amor por la anarquía "se presenta como un sabor muy suave de maldad" y conocer el futuro "le da una ventaja que no se merece, lo que hace que su posición de poder en la narrativa se sienta muy inmerecida ".